# Lee McCulloch
Lee Henry McCulloch (* 14. Mai 1978 in Bellshill, North Lanarkshire) ist ein ehemaliger schottischer Fußballspieler.

## Karriere

### Verein
McCulloch spielte während seiner Jugendzeit für Cumbernauld United, wo er schon mit Barry Ferguson zusammen spielte. Im Sommer 1995 wurde er vom FC Motherwell verpflichtet. Der damalige Mittelstürmer spielte bis 2001 dort und erzielte dabei in 123 Spielen 21 Tore. Sein Debüt gab er 24. August 1996 gegen die Raith Rovers. Am 31. Januar 1998 erzielte er seine ersten beiden Tore in einem Spiel gegen Hibernian Edinburgh. Er überzeugte durch seine Leistungen und andere Vereine wurden auf ihn aufmerksam.
Im März 2001 wechselte er zu Wigan Athletic. Die Ablösesumme betrug £700.000, welches damals einen neuen Transferrekord für Wigan bedeutete. Der englische Verein spielte zu diesem Zeitpunkt in der dritthöchsten Liga Englands. Am 3. März 2001 spielte McCulloch zum ersten Mal für seine neue Mannschaft. Vier Wochen später erzielte er sein erstes Tor. Während seiner Zeit in England wechselte er immer mehr von der Position des Stürmers in die des Mittelfeldspielers. Diese Position hatte er während seiner ersten Premier League Saison 2004/2005 inne und schaffte mit Wigan am Ende der Saison den 10. Platz.
Im Januar 2007 wollte Glasgow Rangers McCulloch für £750.000 kaufen. Wigan lehnte das Angebot mit der Begründung ab, dass es „lächerlich“ wäre. Im Mai 2007, sagte McCulloch, das er gerne für die Rangers spielen würde, und der neue Trainer von Wigan Athletic gab ihm das Einverständnis zurück nach Schottland gehen zu können. Am 23. Juni 2007 erhöhten die Rangers ihr Angebot auf £1,5 Millionen. Auch darauf ließ sich Wigan nicht ein. Man wollte gerne £2,5 Millionen haben.
Am 11. Juli 2007 wechselte McCulloch £2,25 Millionen zu den Glasgow Rangers. In seinem ersten Spiel für die Rangers erzielte er ein Tor gegen FK Zeta Golubovci. In der UEFA Champions League Saison 2007/08 erzielte er das erste Tor bei dem 3:0-Sieg gegen Olympique Lyon. McCulloch wurde immer mehr zu einer festen Größe im Mittelfeld der Rangers. In der Saison 2009/2010 hatte er einen Stammplatz inne und verlängerte am 12. August 2010 seinen Vertrag bis 2013.
Im Sommer 2015 wechselte er zum FC Kilmarnock, wo er auch Teil des Trainerteams ist.

### Nationalmannschaft
McCulloch spielte sein erstes Länderspiel für die schottische Fußballnationalmannschaft im Oktober 2004. Er wurde im Spiel gegen Moldau eingewechselt. Dieses war zugleich das letzte Spiel von Berti Vogts als Trainer der Nationalmannschaft. Unter dem neuen Trainer Walter Smith, spielte McCulloch in den nächsten drei Spielen als Stammspieler. Sein erstes Turnier war der Kirin Cup, den er mit der Mannschaft auch gewann.
Am 8. September gab er seinen Rücktritt von der Nationalmannschaft bekannt, da er sich verstärkt auf die Arbeit im Verein konzentrieren wollte.